# ФК Левски (Пловдив)
Левски Пловдив е български футболен отбор от град Пловдив. Основан е през 1928 г. по идея на свещеника отец Карагьозов. Цветовете са черно и бяло.

## История
ФК „Левски“ съществува самостоятелно до края на 1923 г. когато се обединява с ФК „Рекорд“ (основан през 1920 г. от отцепници от клубовете „Левски“ и „Ботев“) под името „Тракийска слава“.
През 1927 г. „Тракийска слава“ става първенец на Пловдивската окръжна спортна област, но Държавното първенство не се провежда. Въпреки провала на първенството са проведени приятелски мачове между отборите победители. В София е постигната победа над „Славия“ (София) с 3:2. В Пловдив е разгромен „Владислав“ (Варна) с 6:2.
На 1 юли 1928 г. „Тракийска слава“ се обединява с Бенковски-Победа 25 под името „Левски“ с цветове черно и бяло. Същата година „Левски“ отново е първенец на областта. В Държавното първенство играе на полуфинал със „Славия“ (София), но губи с 0:4 в София.
През 1941 г. „Левски“ завършва на второ място в Южнобългарската футболна дивизия, даващо право на участие в Държавното първенство. В първия кръг „Левски“ отстранява „Хаджиславчев“ (Павликени) побеждавайки като домакин с 4:1 и губейки като гост с 0:1. Във втория кръг „Левски“ много трудно успява да отстрани силния по онова време отбор на „Цар Крум“ (Бяла Слатина) след три мача. Първият мач се играе в Бяла Слатина и завършва наравно, реванша в Пловдив също завършва наравно 2:2 в редовното време, но съдията не дава допълнително време. Третият мач се играе отново в Пловдив и завършва с ново равенство – 1:1 с допълнително време, в което „Левски“ надделява. „Цар Крум“ обаче оспорват резултата заради недаването на допълнително време във втория мач и претендират, че третия е трябвало да се играе на неутрален терен. Последното не е ясно регламентирано в тогавашните правилници и решение не е взето и напред продължава „Левски“. На полуфинала „Левски“ губи на два пъти от своя стар противник от 1928 г. „Славия“ (София) с 0:3 и 0:2, с това „Левски“ завършва на трето място, защото ЖСК (София) директно се класира на финала.
През 1943 г. „Левски“ отново става победител на Пловдивската спортна област. В първия кръг на Държавното първенство „Левски“ почива и директно се класира за втория, в който отстранява ЖСК (Скопие) след победи с 3:1 и 2:1. На четвъртфинала „Левски“ разгромява с 6:1 ЖСК (Русе) в Пловдив, на реванша ЖСК (Русе) побеждава с 3:1, но с общ резултат 7:4 „Левски“ продължава напред. На полуфинала „Левски“ (Пловдив) губи от „Левски“ (София) с 1:3 в София и 0:2 в Пловдив.
През 1944 г. „Левски“ се обединява с ЖСК под името ЖСК-Левски.
На 23 декември 1945 членовете на ЖСК-Левски отхвърлят предложението на новите членове от ЖСК Пловдив да променят името на Локомотив Пловдив, след което железничарите напускат дружеството и отново е върнато старото име Левски Пловдив.Oще през същата 1945 г. се обединява с Народно Физкултурно дружество (НФД) „Септември“ под името НФД „Левски“
През 1947 г. НФД „Левски“ достига до полуфинал на Републиканското първенство след победи на осминафинала над „Локомотив“ (Стара Загора) с 2:1, на четвъртфинала над „Бенковски“ (Видин) с 2:1 и губи на полуфинала от „Левски“ (София) с 0:4 и 2:5.
На 15 октомври 1947 година Левски Пловдив е обединен с Ударник под името Левски-Ударник. На 15 декември 1947 клубът е закрит и на неговите основи е създаден Спартак Пловдив.

## Успехи
Шампион на Пловдивска дивизия:1927, 1928, 1943, 1947
Представяне на държавно първенство:Два 1/2 финала през 1943 и 1947:.
1927:Не се провежда, заради организационни проблеми.
1928:Жребият праща Левски направо на 1/2 финала, където е сразен от Славия в София с 0 – 4.
1943:Победен е първо отборът на ЖСК (Скопие) с 3 – 1 и 2 – 1, на 1/4 финалът е преодолян ЖСК (Русе). Първи полуфинал е достигнат, където се изправят Левски София и Левски Пловдив, крайни победители излизат столичани след победи с 3 – 1 и 2 – 0.
1947:Първо е победен Локомотив Стара Загора с 2 – 1, после Бенковски Видин със същия резултат, докато на полуфиналите се срещат отново със софийските си съименници, като победител отново е Левски София с 4 – 0 и 5 – 1.